# 扇澤郁
扇澤郁（おうぎさわ かおる、1959年 - ）は、日本のパラグライディング選手。富山県高岡市出身・在住。高岡南高校卒業。アエロタクト所属。アエロタクトSIVコースインストラクター、NPO法人日本パラグライダー協会（JPA）スーパーバイザー。

## 経歴
- 1987年　三浦雄一郎のスキーチームに参加。
- 1989年　パラグライダーに転向。
- 1989年　チームアエロタクトを結成。立山パラグライダースクール開校。
- 1991年～1992年　ジャパンリーグ連続優勝。
- 1995年　パラグライダーワールドカップ・フランス3位入賞。
- 1998年～1999年　ジャパンリーグ連続優勝。

## 戦績
- パラグライディング　ジャパンリーグ 総合優勝（91、92、98、99、00年）
- パラグライディング日本選手権 優勝（94、03年）
- パラグライディング世界選手権に日本代表として連続出場（93、95、97、99、01、03年）
- パラグライディングワールドカップ 4位入賞（07年茨城大会、95年フランス大会）
- レッドブル X-Alps 2007 5位入賞
- レッドブル X-Alps 2013 途中棄権

アジア人初参加。全参加者50人中、完走者は扇澤が最後の5名（6位～18位はレース制限時間内にゴールできなかったため順位ノーカウント、19位～30位の選手はリタイア及びレース規定により終了時点ですでに失格）

## テレビ出演
- 2021年11月30日 - BS-TBS『アドベンチャー魂』#7「X-Alps：パラグライダー」[3]